# Agrionympha
Agrionympha is een geslacht van vlinders van de familie oermotten (Micropterigidae).

## Soorten
- A. capensis Whalley, 1978
- A. fuscoapicella Gibbs, 2011
- A. jansella Gibbs, 2011
- A. karoo Gibbs, 2011
- A. kroonella Gibbs, 2011
- A. pseliacma Meyrick, 1921
- A. pseudovari Gibbs, 2011
- A. sagitella Gibbs, 2011
- A. vari Whalley, 1978